# بنجامين كارل أنسيلد
بنجامين كارل أنسيلد (بالإنجليزية: Benjamin Carl Unseld) هو ملحن أمريكي، ولد في 18 أكتوبر 1843 في شبردزتاون في الولايات المتحدة، وتوفي في 19 نوفمبر 1923.

## وصلات خارجية
- بنجامين كارل أنسيلد على موقع ميوزك برينز (الإنجليزية)